# エエジャナイカ
「エエジャナイカ」 (EEJYANAIKA) は、1996年11月21日に発売された、 ソウル・フラワー・ユニオンのシングル。

## 解説
「エエジャナイカ」は、中川敬が幕末民衆運動の囃子言葉「ええじゃないか」をモチーフに「非戦論」を高らかに歌い上げた、チンドン音楽とニューオリンズ風ロックンロール、河内音頭を融合させた、彼らの代表曲である。共同プロデューサーの春日博文は、PVにも「友情出演」している。
シングルは、その「エエジャナイカ」に、電気グルーヴ・石野卓球による当曲の「極道テクノ・ミックス」、藤圭子で知られる「夢は夜ひらく」、笠置シズ子のカバー「ジャングル・ブギ」を収録した、4曲入りのマキシである（当時は「ミニ・アルバム」と銘打っていた）。
当時、ソウル・フラワー・ユニオンと電気グルーヴは「レーベル・メイト」（キューンレコード）で、雑誌の対談やラジオ番組の共演など、親密な関係がうかがえ、お互いリスペクト関係にあることを公言している。

## 収録曲
1. エエジャナイカ EEJYANAIKA (NEVER MIND)
2. エエジャナイカ〜卓球の極道電子盆唄編
3. (ソウルフラワーの) 夢は夜ひらく
4. ジャングル・ブギ JUNGLE BOOGIE

## 備考
- M-1 中川敬＆春日博文、共同プロデュース
- M-2 電気グルーヴの石野卓球によるM-1のテクノ・ミックス
- M-3 藤圭子で知られる当曲のカバー。ライヴ録音
- M-4 笠置シズ子のカバー。ライヴ録音